# 文帝 (陳)
文帝（ぶんてい）は、南朝陳の第2代皇帝。初代皇帝・武帝（陳霸先）の甥。姓は陳、諱は蒨。側近の韓子高と男色関係にあったことで知られている。

## 生涯
陳霸先の長兄の陳道談の長男として生まれた。叔父に従って侯景の乱の討伐に従軍し、呉興郡太守となった。宣城郡から紀機・郝仲らが侵入してくると、これを討って平定した。
承聖2年（553年）、信武将軍の位を受け、監南徐州を務めた。
承聖3年（554年）、陳霸先が北伐して広陵を攻撃すると、先鋒として活躍した。
天成元年（555年）、陳霸先が王僧弁を討つにあたって、王僧弁の娘婿の杜龕が呉興郡に拠っていたため、陳蒨は陳霸先の命を受けて郷里の長城県に帰り、杜龕の進攻に備えた。陳蒨はわずかな兵で杜龕の部将の杜泰と対峙し、撃退に成功した。陳霸先が周文育を派遣して杜龕を討たせると、陳蒨は周文育に合流した。陳蒨は将軍の劉澄・蒋元挙に杜龕を攻撃させて撃破した。東揚州刺史の張彪が臨海郡太守の王懐振を包囲し、王懐振が救援を求めてくると、陳蒨は周文育とともに会稽に赴いて張彪を攻撃した。張彪の部将の沈泰が開門して陳蒨を迎えたため、陳蒨はその兵を併呑して張彪を撃破した。功績により使持節・都督会稽等十郡諸軍事・宣毅将軍・会稽郡太守に任じられた。また少数民族の山越の乱を討った。
永定元年（557年）に陳霸先が南朝陳を建国すると、臨川郡王に立てられ、侍中・安東将軍の位を受けた。周文育と侯安都が沌口で王琳に敗れると、陳蒨は武帝のもとで軍事を委ねられた。まもなく兵を率いて南皖に築城した。
永定3年（559年）6月に武帝が崩御すると、章太后の命により南皖から召し出されて即位した。在位中は北周とのあいだに和平を結び、王琳を郢州から追放して、北斉の介入を退けた。また、各地に割拠する周迪・留異・陳宝応らの独立勢力を撃破して、江南における陳の支配を確立した。その後は賦役の減免・奴婢の解放・倹約令の奨励など、内政に力を注いで陳の国力基盤を固めた。
566年に崩御。

## 妻子

### 后妃
- 文皇后沈妙容
- 厳淑媛
- 潘容華
- 劉昭華
- 王充華
- 張修容
- 韓修華
- 江貴妃
- 孔貴妃

### 男子
- 廃帝 陳伯宗（奉業）- 母は沈皇后
- 始興王 陳伯茂（鬱之）- 母は沈皇后
- 鄱陽王 陳伯山（静之）- 母は厳淑媛
- 新安王 陳伯固（牢之）- 母は潘容華
- 晋安王 陳伯恭（粛之）- 母は厳淑媛
- 衡陽王 陳伯信（孚之）- 母は劉昭華
- 廬陵王 陳伯仁（寿之）- 母は王充華
- 江夏王 陳伯義（堅之）- 母は張修容
- 武陵王 陳伯礼（用之）- 母は韓修華
- 永陽王 陳伯智（策之）- 母は江貴妃
- 桂陽王 陳伯謀（深之）- 母は孔貴妃

### 女子
- 豊安公主（留異の子の留貞臣の妻）
- 富陽公主（侯瑱の子の侯浄蔵の妻、柳敬言の弟の柳盼に再嫁した）